# Union sportive du Mans
 (avril 2022).
L'Union sportive du Mans est un club de football du Mans, qui a fusionné avec le Stade Olympique du Maine, pour donner naissance le 12 juin 1985 au Mans UC. Les deux grands clubs rivaux de la cité sarthoise décident alors d'unir leur effort dans un grand club de football au Mans.

## Histoire de l'USM avant la fusion avec le SOM

### Les débuts du Mans
L'Union sportive du Mans est un club omnisports qui voit le jour en novembre 1899. La section football association n'est créée que quelques années plus tard, en 1903. Celle-ci joue en maillot bleu et culotte blanche sur des terrains proches du Vélodrome Léon Bollée inauguré le 29 avril 1906. Peu de temps après, le club fusionne avec le Sporting Club du Mans. Le club est champion du Maine lors du premier championnat organisée par l'USFSA lors de la saison 1906-1907. Le club remportera quatre fois ce titre et accèdera à plusieurs reprises au Championnat de France de football l'USFSA.
- Saison 1906-1907 : quarts de finale, forfait face au Le Havre AC,
- Saison 1909-1910 : huitièmes de finale, défaite face à l'US Saint-Servan (7-1),
- Saison 1911-1912 : tour préliminaire, défaite face au CASG Orléans (4-1),
- Saison 1913-1914 : tour préliminaire, défaite face au Stade Malherbe de Caen (6-1).

Le club est en lice la première coupe de France de football (dite Coupe Charles Simon) en 1917-1918. Il est forfait au premier tour face aux "Cadets de Bretagne". Lors de la saison 1918-1919, le club se qualifie pour les trente-deuxièmes de finale. Le club sera encore qualifié les deux saisons suivantes avant de tomber dans l'oubli des championnats locaux. En 1919-1920, où le CS Jean Bouin d'Angers bat l'US du Mans, 3-2 au Mans et la saison suivante, en 1920-1921, où le Bordeaux AC sort l'USM, 1-0 à Bordeaux.

### L'USM, club professionnel
Durant la Seconde Guerre mondiale, la rencontre de trois hommes va faire renaître le club : Robert Hurault comme dirigeant, Camille Cottin comme entraîneur et Jacques Wyffels comme joueur.
Lors de la saison 1941-1942, le club atteint les quarts de finale de la Coupe de la zone occupée (défaite 4-2 contre les Girondins de Bordeaux). Lors de la saison 1942-1943, le club rejoint les rangs professionnels et est engagé dans le Championnat D1 de la zone occupée. Lors de cette première saison, le club finit onzième sur seize.
La saison suivante, 1943-1944, les clubs de football sont dépossédés de leurs sections pros par le régime de Vichy. Les joueurs sont affectés dans des équipes fédérales de région. Les joueurs du Mans intègrent l'équipe fédérale Rennes-Bretagne.
L'USM réintègre le championnat de France de Division 1 lors de la saison 1944-1945 quelques semaines après la Libération du Mans (début août 1944). Le club finit dixième. Après la réorganisation des Championnats de France de football professionnel à la Libération, pour la saison 1945-1946, l'USM se voit affectée au Championnat de 2e Division. Jusqu'à la saison 1951-1952, le club est habitué au bas du tableau. Il abandonne cette année-là son statut de club professionnel.

## De la chute à la fusion

### Le parcours de l'US du Mans
Dès la saison suivante, l'USM joue en championnat amateur. Après Gaby Corsaletti (1952-1953), Camille Libar (de 1953 à 1957), Romuald Castellani (1957-1958), c'est avec André Grillon (en place depuis juillet 1958), que l'USM accède au Championnat de France Amateur à la saison 1961-1962. Le club redescend à la fin de la saison suivante pour revenir en CFA en 1965-1966.
Avec René Dereuddre, le club remonte en CFA dès 1965-1966. En 1969-1970, il écrit la plus belle page de son histoire en Coupe de France. En effet, au cours de celle-ci, il élimine l’US Saintaise CC en 1/32es de finale (2-1, à Challans) puis le Stade de Reims en 1/16es de finale (3-1, à Châteauroux, grâce à deux buts de Roger Marchi).
En 1970, à la suite de la réforme de la Division 2, 32 clubs de CFA sont promus en deuxième division.
Fort de son bon parcours dans la Coupe de France 1969-1970 où il ne s'est incliné qu'en huitièmes de finale contre le FC Nantes Atlantique (finaliste cette année-là), le club du Mans fait partie des clubs qui montent en Division 2. La première saison, le club est neuvième de son groupe. En 1971-1972, l'US Le Mans est quatrième de son groupe. En 1972-1973, la Division 2 est de nouveau réformée et passe de trois groupes régionaux à deux, ne subsiste que 36 clubs sur les 48 de la saison passée. Cette saison-là, le club du Mans est huitième de son groupe. À la fin de la 1973-1974, l'US Le Mans est reléguée en Division 3. En 1981, le club est relégué en Division 4.

### Les débuts du Mans UC 72
Le 12 juin 1985, un nouveau club est né : le Mans Union Club 72. Sur la proposition du maire du Mans, Robert Jarry, le club adopte les couleurs rouges et jaunes de la ville du Mans.

## L'USM aujourd'hui
Depuis la création du Mans UC en 1985, l'USM existe toujours et est composé d'équipes de jeunes.

## Entraîneurs
Entraîneurs de l'USM jusqu'en 1985 :
- 1941-1942 (amateurs) : Camille Cottin
- 1942-1943 (pros, D1) : Camille Cottin
- 1943-1944 (amateurs) : Mohamed Boumezrag
- 1944-1945 (pros, D1) : Mohamed Boumezrag
- 1945-1946 (pros, D2) : Mony Braustein
- 1947-1951 (pros, D2) : Émile Rummelhardt
- 1951-1952 (pros, D2) : Gaston Choulet
- 1952-1953 (amateurs) : Gaby Corsaletti
- 1953-1957 : Camille Libar
- 1957-1958 : Romuald Castellani
- 1958-1964 : André Grillon
- 1964-1976 : René Dereuddre
- 1976-1979 : Alain Laurier
- 1979-1981 : Miguel Rodriguez
- 1981-1984 : André Guttierez
- 1984-1985 : Bernard Deferrez

## Résultats sportifs et palmarès

### Palmarès
- Championnat de l'Ouest (3) :
  - Champion : 1942, 1961 et 1965.

- Coupe de l'Ouest (2) :
  - Vainqueur : 1963 et 1967.